# The Curtain

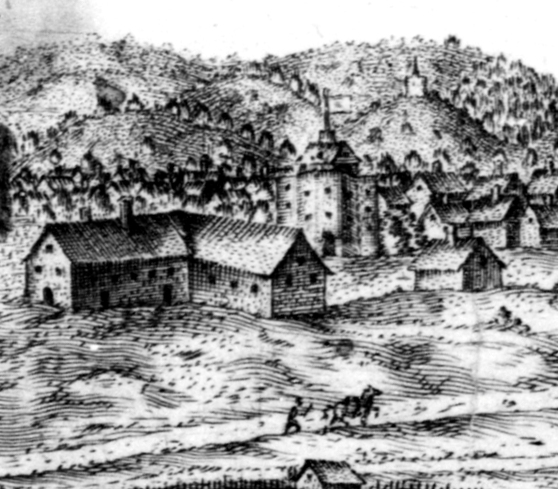
The Curtain Theatre, ca. 1600

The Curtain was een van de eerste permanente theaters in Engeland. Het werd geopend in 1577 in Shoreditch, net buiten de City of London, en stond op korte afstand van het door James Burbage gebouwde theater The Theatre, dat zijn deuren een jaar eerder opende. 
De naam verwijst naar een terrein met de naam Curtain Close en heeft dus niet te maken met het later in zwang geraakte 'doek' of 'gordijn' waarmee tot op de huidige dag een toneel kan worden afgesloten. Destijds was het in het geheel niet gebruikelijk het podium op enigerlei wijze aan het zicht van het publiek te onttrekken, zo dat al technisch mogelijk was.
Van 1597 tot 1599 was The Curtain het onderkomen van de Lord Chamberlain's Men, het gezelschap van William Shakespeare, dat na een controverse met de eigenaar van het terrein The Theatre moest verlaten. Verschillende stukken van Shakespeare gingen hier in première, waaronder Romeo and Juliet en Henry V. Ook Ben Jonsons Every Man in His Humour werd hier opgevoerd in 1598, waarin ook Shakespeare zelf een rol speelde. 
Het gezelschap van William Shakespeare en zijn steracteur Richard Burbage nam later zijn intrek in het Globe Theatre, dat was opgetrokken uit bouwmateriaal van het door henzelf afgebroken theater The Theatre. The Curtain was in gebruik tot 1622.

## Archeologische vondst
In 2012 werden er resten gevonden van het theater achter een pub in Oost-Londen. Volgens archeologen was dit een van de belangrijkste Shakespeare-vondsten van de laatste jaren. De kwaliteit van de vondst was zeer goed en in de toekomst zal het theater mogelijk opengesteld worden voor publiek.